# Falklandi partibillencs
A falklandi partibillencs vagy falklandi tengeririgó (Cinclodes antarcticus) a madarak (Aves) osztályának verébalakúak (Passeriformes) rendjébe és a fazekasmadár-félék (Furnariidae) családjába tartozó faj.

## Rendszerezése
A fajt Prosper Garnot francia sebész és természettudós írta le 1826-ban, a Certhia nembe Certhia antarctica néven.

## Alfajai
- Cinclodes antarcticus antarcticus (Garnot, 1826)
- Cinclodes antarcticus maculirostris Dabbene, 1917[2]

## Előfordulása
Dél-Amerika déli részén, a Falkland-szigeteken honos. Természetes élőhelyei a mérsékelt övi bokrosok és sziklás tengerpartok. Keresi a különböző tengeri emlősök és tengeri madarak kolóniáit. Az ember közelségét is elviseli, egyes strandokon követi az embereket, hátha kap élelmet.

## Megjelenése
Testhossza 20 centiméter. Zömök testalkata és vékony csőre van. Tollazata barna színű.

## Életmódja
Ízeltlábúakkal és tengeri gerinctelenekkel táplálkozik, de a tengerparton található hulladékot is megeszi.

## Szaporodása
Csésze alakú fészkét a sűrű növényzet közé, sziklák hasadékaiba rakja. Fészekalja 1-3 tojásból áll, melyen 14 napig kotlik. A fiókák kirepülése még 14 napot vesz igénybe.

## Természetvédelmi helyzete
Az elterjedési területe kicsi, egyedszáma pedig csökken. A Természetvédelmi Világszövetség Vörös listáján mérsékelten fenyegetett fajként szerepel.